# 久米田古墳群
久米田古墳群（くめだこふんぐん）は、大阪府岸和田市にある古墳群である。

## 概要
春木川右岸の久米田山丘陵上に立地している。丘陵上の8基の古墳から構成されているが、既に消滅した塚状地形の記録が複数残ることから、本来はもう数基の古墳が存在したと考えられている。
古墳群は丘陵上の浅い谷を境に南北に大別され、丘陵北縁の貝吹山古墳を中心とする北側のグループと、風吹山古墳を中心とする南側のグループに分けられる。貝吹山古墳は、和泉中部地域の首長墓としてはもっとも古く、4世紀後半(古墳時代前期後葉。Ⅰ期末からⅡ期初頭)に築造された前方後円墳である。貝吹山古墳を端緒として古墳時代前期に北側グループが形成され、南側グループは5世紀初頭(古墳時代中期初頭。Ⅲ期古相)の風吹山古墳から5世紀半ばまで古墳の築造が継続された。
かつては岸和田市摩湯町に所在する摩湯山古墳がもっとも古いと考えられてきたが、近年の調査で貝吹山古墳がより古いことが判明した。摩湯山古墳周辺でも古墳の築造が継続されることから、摩湯山古墳の被葬者と久米田古墳群の被葬者は、異なる首長系列であったと考えられる。
久米田古墳群の造墓母体となった勢力の集落域は判明していない。久米田池の築造に伴い遺跡が水没したという可能性と、丘陵北側の大町遺跡などの集落群の可能性が提示されるにとどまっている。

## 古墳の一覧
| 古墳名               | 形状                        | 墳丘                  | 史跡指定 | 宮内庁治定 | 備考                      |
| -------------------- | --------------------------- | --------------------- | -------- | ---------- | ------------------------- |
| 光明塚・光明南塚古墳 | 円墳(光明塚) 円墳(光明南塚) | 直径約25～30m(光明塚) |          |            | 行基塚 前方後円墳の可能性 |
| 貝吹山古墳           | 前方後円墳                  | 約135m                |          |            | 貝吹山城                  |
| 風吹山古墳           | 帆立貝形古墳                | 全長約71m             |          |            |                           |
| 持ノ木古墳           | 方墳                        | 一辺約12m             |          |            |                           |
| 無名塚古墳           | 円墳                        | 直径約26m             |          |            |                           |
| 女郎塚古墳           | 円墳                        | 直径25m前後           |          |            |                           |
| 志阿弥法師塚         | 円墳                        | 直径16m前後           |          |            |                           |
| 長坂古墳             | 円墳                        | 直径10m前後           |          |            |                           |

久米田古墳群の古墳地図

## 交通アクセス
- JR阪和線 久米田駅